# Antitrinitářství
Antitrinitářství, či též antitrinitarismus, nontrinitarismus apod., je křesťanský myšlenkový směr, který popírá doktrínu o Svaté Trojici, tedy že by Bůh existoval ve třech osobách (Otec, Syn a Duch Svatý).
V užším slova smyslu označuje pojem raně novověká hnutí, která pak vplynula do širšího proudu reformace (unitářství, sociniáni, polští bratři ad.), v širším smyslu může pojem označovat každé zpochybňování učení o Trojici Boží, tedy i starověké hereze, například ariánství, adopcionismus, monarchianismus, subordinacionismus, stejně jako nové křesťanské církve, které nelze přičlenit k protestantismu, jako jsou Mormoni, Svědkové Jehovovi ad.